# Пози, Тайлер
Та́йлер Гарси́а По́зи (англ. Tyler Garcia Posey, род. 18 октября 1991, Санта-Моника, Калифорния) — американский актёр и музыкант, наиболее известный по роли Скотта Макколла в телесериале «Волчонок».

## Биография
Тайлер родился 18 октября 1991 года в Санта-Монике, Калифорния, США. Его отец — актёр и писатель Джон Пози. Его мать, Синди Гарсиа Пози, умерла в декабре 2014 года после долгой борьбы с раком молочной железы. Пятый сезон телесериала «Волчонок» был посвящен ей. Актёрскую карьеру Тайлер начал ещё с детства, сначала это был просто интерес к искусству, сцене и музыке. Его отец часто брал с собой на сцену, так Тайлер начал свою актёрскую карьеру. С восьми лет он уже постоянно работал на телевидении и в кино. Кроме актёрского искусства, Тайлер — певец, автор музыкальных композиций; он лидер и басист в музыкальной группе «Disappearing Jamie» (прошлое название «Lost in Kostko»).
Снимается в кино и работает на телевидении уже четырнадцать лет. Одна из первых ролей была в фильме «Госпожа горничная», в которой он играл сына горничной Марисы, роль которой исполняет Дженнифер Лопес.
Его самая успешная роль — в сериале «Волчонок» — снискала ему множество сравнений с Тейлором Лотнером, которому он проиграл в схватке за роль Джейкоба в «Сумеречной саге». До этого появился в эпизоде сериала «Тайны Смолвиля».
В 2012 году Пози сыграл роль Дага в фильме «Белая лягушка» с Бубу Стюартом и Греггом Салкиным. Появился в эпизоде сериала «Бывшие».
В 2016 года Пози снялся в клипе на песню «Colors» певицы Halsey.
24 мая 2017 года он был выбран на роль Лукаса в сверхъестественном фильме ужасов «Правда или действие», премьера которого состоялась 27 апреля 2018 года.
25 сентября 2017 года было объявлено, что Пози присоединился к актёрскому составу третьего сезона телесериала «Крик», где он сыграл роль Шейна.

## Личная жизнь
В июле 2013 Тайлер Поузи сделал предложение своей девушке Шоне Горлик, с которой встречался с 12 лет. Но в октябре 2014 года пара распалась.
Летом 2016 года начал встречаться с Беллой Торн, но в ноябре того же года пара рассталась.
С ноября 2017 по 2020 встречался с актрисой Софи Тэйлор Али.
3 июля 2021 года актёр совершил каминг-аут как квир.
С 2020 года встречался с певицей Phem, 14 октября 2023 года они поженились.

## Фильмография
| Год       |     | Русское название            | Оригинальное название          | Роль                         |
| --------- | --- | --------------------------- | ------------------------------ | ---------------------------- |
| 2000      | ф   | Военный ныряльщик           | Men of Honor                   | мальчик (в титрах не указан) |
| 2001—2004 | с   | Доктор                      | Doc                            | Рауль Гарсиа                 |
| 2002      | ф   | Возмещение ущерба           | Collateral Damage              | Мауро                        |
| 2002      | с   | Без следа                   | Without A Trace                | Роберт                       |
| 2002      | ф   | Госпожа горничная           | Maid in Manhattan              | Тай Вентура                  |
| 2005      | с   | Сью Томас: Зоркий детектив  | Sue Thomas: F.B.Eye            | Дэнни                        |
| 2005      | ф   |                             | Inside Out                     | Оберт                        |
| 2005      | с   | На Запад                    | Into The West                  | Эйб Уилер                    |
| 2006      | с   | Тайны Смолвиля              | Smallville                     | Хавьер Рамирес               |
| 2006—2007 | с   | Братья и сёстры             | Brothers & Sisters             | Гэбриел Уэдон                |
| 2007      | с   |                             | Shorty McShorts’ Shorts        | Хосе                         |
| 2007      | ф   |                             | Veritas, Prince of Truth       | Маус Гонсалес                |
| 2009      | с   | Линкольн-хайтс              | Lincoln Heights                | Эндрю Ортега                 |
| 2010      | ф   | Легендарный                 | Legendary                      | Билли Бэрроу                 |
| 2011      | кор | Наше дело                   | Our Deal                       | Лаки                         |
| 2011—2017 | с   | Волчонок                    | Teen Wolf                      | Скотт Макколл                |
| 2012      | ф   | Белая лягушка               | White Frog                     | Даг                          |
| 2013      | с   | Трудоголики                 | Workaholics                    | Билли                        |
| 2013      | ф   | Очень страшное кино 5       | Scary Movie 5                  | Дэвид                        |
| 2014      | с   | Бывшие                      | The Exes                       | Эрик                         |
| 2014      | кор |                             | Snackpocalypse                 | Тор                          |
| 2016      | ф   | Йоганутые                   | Yoga Hosers                    | Гордон Гринлиф               |
| 2016—2020 | мс  | Елена — принцесса Авалора   | Elena of Avalor                | принц Алонсо                 |
| 2017      | с   | Девственница Джейн          | Jane the Virgin                | Адам Эдуардо Альваро         |
| 2018      | мф  | Восход Marvel: Тайные воины | Marvel Rising: Secret Warriors | Данте Пертуз / Инферно       |
| 2018      | с   |                             | Sideswiped                     | Гриффин                      |
| 2018      | ф   | Магазин тако                | Taco Shop                      | Смоукс                       |
| 2018      | ф   | Правда или действие         | Truth or Dare                  | Лукас                        |
| 2019      | с   | А теперь — апокалипсис      | Now Apocalypse                 | Габриэль                     |
| 2019      | ф   | Наше последнее лето         | The Last Summer                | Рики                         |
| 2019      | с   | Крик                        | Scream                         | Шейн                         |
| 2019—2021 | мс  | Форсаж: Шпионы-гонщики      | Fast & Furious Spy Racers      | Тони Торетто                 |
| 2020      | ф   | Дом Z                       | Alone                          | Эйдан                        |
| 2023      | ф   | Волчонок: Фильм             | Teen Wolf: The Movie           | Скотт Макколл                |
| 2024      | ф   | Королева ринга              | Queen of the Ring              | Джи Билл                     |